# Анкет
| a · n | q · t | B1 |

| a · n | q · t | B1 |

Анкет (такође позната и као Анукет и Анукис) била је староегипатска богиња, заштитница Нила, ћерка богиње Сатис и Хнума. Центар поштовања била је Елефантина, а сматра се да води порекло из Нубије.
Као богиња воде била је изузетно важна за Египћане, због повезаности поплава и плодности земље.
Приказује се као жена која носи круну од сламе и нојевих пера.